# Uttoxeter
Uttoxeter är en stad i grevskapet Staffordshire i West Midlands, England med omkring 12 000 invånare. Orten ligger nära floden Dove i East Staffordshire, nära städerna Stoke-on-Trent, Derby och Lichfield.